# Gaertnereae
Gaertnereae es una tribu de plantas perteneciente a la familia Rubiaceae.

## Géneros
Según NCBI
- Gaertnera - Pagamea[1]